# Crossfade
Crossfade es una banda estadounidense de rock que se originó en Columbia, Carolina del Sur, Estados Unidos en donde residen sus miembros. El grupo se encuentra formado por el cantante y guitarrista Ed Sloan, el cantante y guitarrista Les Hall, el cantante y bajista Mitch James y James Branham, que se ocupa de la batería. La banda fue formada en 1999 y han lanzado 3 álbumes de estudio, Crossfade lanzado el 13 de abril de 2004, Falling Away el 29 de agosto de 2006 y 5 años después, We All Bleed el 21 de junio de 2011.

## Historia

### Antecedentes, comienzos y primer álbum de estudio. (1999-2005)
Crossfade se formó en 1999, originalmente bajo el nombre de "The Nothing". La banda estaba formada por Ed Sloan en la guitarra y voz, Mitch James en el bajo y coros y Brian Geiger en la batería. Más tarde ese mismo año, la banda cambió su nombre por el de "Superstar Sugardaddy" después de que el vocalista y DJ Tony Byroads se unió a la banda. La banda grabó las canciones del "Studio Sugardaddy", un estudio que el vocalista Ed Sloan había construido en su garaje. Las canciones finalmente atrajo el interés de Los Ángeles, California A&R Company Taxi (Independent A&R) y HitPredictor, cofundador y FG Records/Earshot, el jefe Doug Ford en última instancia condujo a la firma de un contrato de grabación con los expedientes FG/Earshot, una división de Columbia Records.
En 2002, cambiaron su nombre una vez más, esta vez para Crossfade. En 2004, James Branham sustituye al baterista Brian Geiger, quien dejó el grupo para perseguir otros intereses. Ese año la banda entró al estudio para grabar dos canciones más para añadir a los ocho que habían grabado en el "Estudio Sugardaddy" para su álbum debut. Lanzaron su primer álbum, Crossfade el 13 de abril de 2004. El primer sencillo del álbum, "Cold" dio a la banda mucha exposición general y hasta la fecha es su canción "firma" y más famosa. Dos sencillos seguidos después de eso - "So Far Away" en 2004 y "Colors" en 2005 las que tuvieron un éxito moderado. En febrero de 2005 el álbum obtuvo certificación de oro por la RIAA y fue certificado platino seis meses después. Crossfade tuvo su primera aparición en la radio con "So Far Away" en 94.5 Buzz (Houston, Texas) Cage Match a las 10 p. m. donde compitió con una nueva canción cada noche y se impuso a la competencia por más de tres semanas . En ese tiempo había sido la canción más larga duración en el Cage Match desde su fundación. Ese año, Tony Byroads dejó la banda y no fue reemplazado.

### Segundo álbum de estudio y despido de Columbia Records (2006–2008)
Tras el éxito de su primer álbum, decidieron hacer un sucesor. Fue puesto a la venta el 29 de agosto de 2006 y fue llamado "Falling Away". Para promocionarlo se lanzaron 3 sencillos "Invencible", "Drown You Out" y "Already Gone", pero ninguno logró tener el éxito de los sencillos anteriores, por lo que a diferencia de 1.000.000 copias este solo ha vendido poco más de 200.000. Por esto y al no estar produciendo otro álbum pronto en 2008 Columbia Records los despidió lo que dejó a Ed Sloan devastado y a la banda inactiva por casi 1 año. Les Hall animo a Ed para seguir su carreara como músico y después de mucho pensar decidieron la banda firmó un contrato con Eleven Seven Music. Después de que el baterista James Branham dejará la banda para formar una nueva "A Fall from Down", fue sustituido temporalmente por Will Hunt para la grabación de un nuevo álbum.

### Tercer álbum de estudio y regreso musical. (2009–2012)
El 2 de enero de 2009, lanzaron una demostración de una canción "We All Bleed". Se anunció que lanzarían un nuevo álbum el mismo año. Según la banda, el nuevo álbum tendrá un sonido más oscuro, y posiblemente diferentes de sus versiones anteriores. En junio de 2010, la lista de canciones de "We All Bleed" fue revelado, y el primer sencillo, "Killing Me Inside", fue lanzado junto con un vídeo musical.
La fecha de lanzamiento de "We All Bleed" era originalmente 26 de octubre de 2010, pero se retrasó primero en enero de 2011 y luego 12 de abril de 2011, antes de ser empujado de nuevo por tercera vez, al 21 de junio de 2011. El álbum más cerca de la pista "Make Me A Believer" se puso a disposición para su descarga de forma gratuita, mientras tanto, que es la canción más larga de la banda ha grabado. El 24 de noviembre de 2010, Crossfade anunció en su canal de YouTube, CrossfadeMusicTV, que Marcos Castillo de Bury Your Dead es su nuevo baterista.
El mismo día que el primer sencillo, "Killing Me Inside" fue lanzado oficialmente a los minoristas digitales, la banda anunció en su Twitter que el álbum finalmente sería lanzado el 21 de junio de 2011. La banda también lanzó en noviembre de 2011 su segundo sencillo "Prove You Wrong" y en diciembre la banda lanzó el vídeo musical de la canción. En 2011 encabezó Rockapalooza en Jackson, MI. Crossfade apoyado Papa Roach y Buckcherry en la gira de la lealtad rock con Puddle of Mudd, POD, RED, y Drive A. En enero de 2012, el baterista Mark Castillo anunció en su Facebook que había dejado Crossfade para seguir una carrera en la banda de deathcore Emmure.
A pesar de un largo período de inactividad, la banda no se había separado hasta agosto de 2016. Sloan recurrió a Facebook para abordar los rumores sobre la desaparición de la banda mientras tanto. 
En octubre de 2017, Ed Sloan declaró en Facebook que un próximo álbum en solitario estaba en marcha y que su sencillo debut "Surrender", se lanzaría el 10 de noviembre. Más tarde se lanzó una versión acústica de "Surrender". El 2 de febrero de 2018, Ed lanzó su segundo sencillo en solitario titulado "Alive". Un video musical oficial fue lanzado un mes después. El 30 de marzo de 2018, Ed lanzó su tercer sencillo en solitario titulado "Without You". Sloan no ha publicado en las redes sociales desde 2019. En 2024, Crossfade anunció que sus primeros dos shows desde 2011 serán en  Sonic Temple  y  Inkcarceration 2025.

## Miembros

### Miembros actuales
- Ed Sloan – voz principal, guitarra rítmica (1999–presente)
- Mitch James – bajo, coros (1999–presente)
- Les Hall –  guitarra principal, teclado, coros (2006–presente)

## Discografía

### Álbumes de estudio.
| 2004                                  | Crossfade - Lanzado: 13 de abril de 2004 - Sello: Columbia Records      | 41  | —  | 1 | —  | —  | - US: Platinum |
| 2006                                  | Falling Away - Lanzado: 29 de agosto de 2006 - Sello: Columbia Records  | 30  | —  | — | —  | 9  |                |
| 2011                                  | We All Bleed - Lanzado: 21 de junio de 2011 - Sello: Eleven Seven Music | 100 | 14 | — | 17 | 26 |                |
| "—" señala que no entró a las listas. |                                                                         |     |    |   |    |    |                |

### Sencillos
| Año                                    | Canción             | Posicionamiento en las listas | Posicionamiento en las listas | Posicionamiento en las listas | Posicionamiento en las listas | Posicionamiento en las listas | Certificación | Álbum        |
| Año                                    | Canción             | US                            | US Alt.                       | US Main.                      | US Pop                        | SWE                           | Certificación | Álbum        |
| -------------------------------------- | ------------------- | ----------------------------- | ----------------------------- | ----------------------------- | ----------------------------- | ----------------------------- | ------------- | ------------ |
| 2004                                   | "Cold"              | 81                            | 2                             | 3                             | 23                            | 47                            | - US: Gold    | Crossfade    |
| 2005                                   | "So Far Away"       | —                             | 14                            | 4                             | —                             | —                             |               | Crossfade    |
| 2005                                   | "Colors"            | —                             | 18                            | 6                             | —                             | —                             |               | Crossfade    |
| 2006                                   | "Invincible"        | —                             | —                             | 18                            | —                             | —                             |               | Falling Away |
| 2006                                   | "Drown You Out"     | —                             | —                             | 21                            | —                             | —                             |               | Falling Away |
| 2006                                   | "Already Gone"      | —                             | —                             | —                             | —                             | —                             |               | Falling Away |
| 2011                                   | "Killing Me Inside" | —                             | —                             | 17                            | —                             | —                             |               | We All Bleed |
| 2011                                   | "Prove You Wrong"   | —                             | —                             | 29                            | —                             | —                             |               | We All Bleed |
| 2012                                   | "Dear Cocaine"      | —                             | —                             | —                             | —                             | —                             |               | We All Bleed |
| "—" señala que no entró en las listas. |                     |                               |                               |                               |                               |                               |               |              |

- Datos: Q641255